# Bagoinae
Bagoinae Thomson, 1859 è una sottofamiglia di coleotteri appartenente alla famiglia Curculionidae.

## Tassonomia
Comprende i seguenti generi:
- Bagous Germar, 1817
- Hydronomidius Faust, 1898
- Hydronoplus Fairmaire, 1898
- Neoephimeropus Hustache, 1936
- Picia Tournier, 1895
- Pnigodes Leconte, 1876
- Pseudobagous Sharp, 1917
- Sclerolophus Faust, 1889